# Blauwgrond
Blauwgrond – miasto w dystrykcie Paramaribo, w Surinamie. Według danych na rok 2012 miasto zamieszkiwały 31483 osoby, a gęstość zaludnienia wyniosła 732,2 os./km².

## Demografia
Ludność historyczna:
| Rok                           | 2004  | 2012  |
| ----------------------------- | ----- | ----- |
| Ludność                       | 28436 | 31483 |
| Gęstość zaludnienia os./km²   | 661,3 | 732,2 |
| Roczna zmiana liczby ludności | +1,3% | +1,3% |

## Klimat
Klimat jest tropikalny. Średnia temperatura wynosi 24°C. Najcieplejszym miesiącem jest wrzesień (26°C), a najzimniejszym miesiącem jest styczeń (22°C). Średnie opady wynoszą 2492 milimetrów rocznie. Najbardziej wilgotnym miesiącem jest maj (404 milimetrów), a najbardziej suchym miesiącem jest wrzesień (86 milimetrów).

## Współpraca
Miejscowość partnerska:
- Kortenberg, Belgia